# 尤里·伊万诺维奇·鲍里索夫
尤里·伊万诺维奇·鲍里索夫（俄語：Юрий Иванович Борисов；1956年12月31日—）是俄罗斯政治人物，自2018年起担任俄罗斯副总理。
2012年至2018年任国防部副部长。他是三級苏联武装部队为祖国服务勋章得獎者。 